# Laura Mooney
Laura Mooney (25 gennaio 2002) è una mezzofondista irlandese.

## Palmarès
| Anno | Manifestazione   | Sede          | Evento        | Risultato | Prestazione | Note |
| ---- | ---------------- | ------------- | ------------- | --------- | ----------- | ---- |
| 2021 | Europei U20      | Tallinn       | 5000 m piani  | 6ª        | 16'41"87    |      |
| 2021 | Europei di cross | Dublino       | Corsa U20     | 55ª       | 14'36"      |      |
| 2021 | Europei di cross | Dublino       | A squadre     |           |             |      |
| 2022 | Europei di cross | Venaria Reale | Corsa U23     | 39ª       | 22'11"      |      |
| 2022 | Europei di cross | Venaria Reale | A squadre     |           |             |      |
| 2024 | Europei          | Roma          | 10000 m piani | 26ª       | 34'03"94    |      |
| 2024 | Europei di cross | Antalya       | Corsa U23     | 7ª        | 21'48"      |      |
| 2024 | Europei di cross | Antalya       | A squadre     |           |             |      |

## Campionati nazionali
2019
- Argento ai campionati irlandesi under-20, 3000 m siepi - 11'44"74

2020
- 6ª ai campionati irlandesi under-20 indoor, 1500 m piani - 4'54"90

2021
- Oro ai campionati irlandesi under-20, 5000 m piani - 16'31"66

2022
- 12ª ai campionati irlandesi di corsa campestre - 22'11"

2023
- Bronzo ai campionati irlandesi under-23, 5000 m piani - 17'00"00

2024
- 9ª ai campionati irlandesi, 5000 m piani - 16'27"55